# والت دیزنی دایرکت-تو-کانسومر
والت دیزنی دایرکت-تو-کاستومر (انگلیسی: Walt Disney Direct-to-Consumer) شرکت سرگرمی آمریکایی است، که در سال ۲۰۱۸ تأسیس شد.